# Circonscription électorale de Mie
La circonscription électorale de Mie (三重県選挙区, Mie-ken senkyo-ku) est une subdivision électorale de la Chambre des conseillers du Japon, représentant la préfecture de Mie. Deux conseillers y sont élus au scrutin uninominal majoritaire à un tour.

## Conseillers
| Série 1 (1947 : 1er, mandat de 6 ans) | Série 1 (1947 : 1er, mandat de 6 ans) | Élection              | Série 2 (1947 : 2e, mandat de 3 ans) | Série 2 (1947 : 2e, mandat de 3 ans) |
| ------------------------------------- | ------------------------------------- | --------------------- | ------------------------------------ | ------------------------------------ |
|                                       | Monjūrō Kuki (ja) (Ind.)              | 1947                  |                                      | Saijirō Atake (ja) (Gakudōkai)       |
| 1950                                  | Monjūrō Kuki (ja) (Ind.)              |                       | Minoru Maeda (ja) (Ind.)             |                                      |
|                                       | Hiroya Ino (ja) (Ryokufūkai)          | 1953                  | Minoru Maeda (ja) (Ind.)             |                                      |
| ,1955                                 | Hiroya Ino (ja) (Ryokufūkai)          |                       | Noboru Saitō (ja) (Ind.)             |                                      |
| 1956                                  | Hiroya Ino (ja) (Ryokufūkai)          |                       | Noboru Saitō (PLD)                   |                                      |
|                                       | Hiroya Ino (PLD)                      | 1959                  | Noboru Saitō (PLD)                   |                                      |
| 1962                                  | Hiroya Ino (PLD)                      |                       | Noboru Saitō (PLD)                   |                                      |
| 1965                                  | Hiroya Ino (PLD)                      |                       | Noboru Saitō (PLD)                   |                                      |
| 1968                                  | Hiroya Ino (PLD)                      |                       | Noboru Saitō (PLD)                   |                                      |
| Fujimaro Kubata (ja) (PLD)            | 1971                                  |                       | Noboru Saitō (PLD)                   |                                      |
| Fujimaro Kubata (ja) (PLD)            | ,1972                                 | Jūrō Saitō (ja) (PLD) |                                      |                                      |
| Fujimaro Kubata (ja) (PLD)            | 1974                                  | Jūrō Saitō (ja) (PLD) |                                      |                                      |
|                                       | Tōgo Sakakura (ja) (PSJ)              | Jūrō Saitō (ja) (PLD) | 1977                                 |                                      |
| 1980                                  | Tōgo Sakakura (ja) (PSJ)              | Jūrō Saitō (ja) (PLD) |                                      |                                      |
|                                       | Tsutomu Mizutani (ja) (PLD)           | Jūrō Saitō (ja) (PLD) | 1983                                 |                                      |
| 1986                                  | Tsutomu Mizutani (ja) (PLD)           | Jūrō Saitō (ja) (PLD) |                                      |                                      |
|                                       | Tetsuo Inoue (ja) (Rengō)             | Jūrō Saitō (ja) (PLD) | 1989                                 |                                      |
| 1992                                  | Tetsuo Inoue (ja) (Rengō)             | Jūrō Saitō (ja) (PLD) |                                      |                                      |
|                                       | Kōichi Hirata (ja) (Ind.)             | Jūrō Saitō (ja) (PLD) | 1995                                 |                                      |
| 1998                                  | Kōichi Hirata (ja) (Ind.)             |                       | Jūrō Saitō (Ind.)                    |                                      |
|                                       | Chiaki Takahashi (Ind.)               | 2000,                 | Jūrō Saitō (Ind.)                    |                                      |
| 2001                                  | Chiaki Takahashi (Ind.)               |                       | Jūrō Saitō (Ind.)                    |                                      |
| 2004                                  | Chiaki Takahashi (Ind.)               |                       | Hirokazu Shiba (ja) (PDJ)            |                                      |
|                                       | Chiaki Takahashi (PDJ)                | 2007                  | Hirokazu Shiba (ja) (PDJ)            |                                      |
| 2010                                  | Chiaki Takahashi (PDJ)                |                       | Hirokazu Shiba (ja) (PDJ)            |                                      |
|                                       | Yūmi Yoshikawa (PLD)                  | 2013                  | Hirokazu Shiba (ja) (PDJ)            |                                      |
| 2016                                  | Yūmi Yoshikawa (PLD)                  |                       | Hirokazu Shiba (PDP)                 |                                      |
| 2019                                  | Yūmi Yoshikawa (PLD)                  |                       | Hirokazu Shiba (PDP)                 |                                      |
| 2022                                  | Yūmi Yoshikawa (PLD)                  |                       | Sachiko Yamamoto (PLD)               |                                      |
|                                       | Tomoko Kojima (ja) (PDC)              | 2025                  | Sachiko Yamamoto (PLD)               |                                      |